# Coppa Anglo-Italiana
La Coppa Anglo-Italiana, nota anche come Torneo Anglo-Italiano (in inglese Anglo-Italian Cup o Anglo-Italian Inter-League Clubs Competition), era una competizione calcistica tra società italiane e inglesi, svoltasi dal 1970 al 1996. Non è da confondere con la Coppa di Lega Italo-Inglese, altra competizione tra squadre italo-britanniche partita nella stessa stagione sportiva.
La competizione, organizzata dalla federazione italiana (FIGC) e da quella inglese (The FA), non è riconosciuta come un titolo confederale.

## Storia
La Coppa fu ideata nel 1969 da Gigi Peronace, manager italiano che si era trasferito in Inghilterra negli anni sessanta. La motivazione principale che fece partorire la competizione fu quella di permettere allo Swindon Town, fresco vincitore della Coppa di Lega Inglese, di avere comunque una vetrina europea che i regolamenti vigenti presso la Football Association gli avevano negato. Infatti lo Swindon Town, come vincitore della seconda Coppa inglese avrebbe dovuto partecipare alla Coppa delle Fiere, ma ciò era permesso solo alle squadre di First Division (l'attuale Premier League), mentre lo Swindon militava in Third Division (l'attuale League One, terzo livello calcistico), e questo precludeva la partecipazione alla competizione europea.

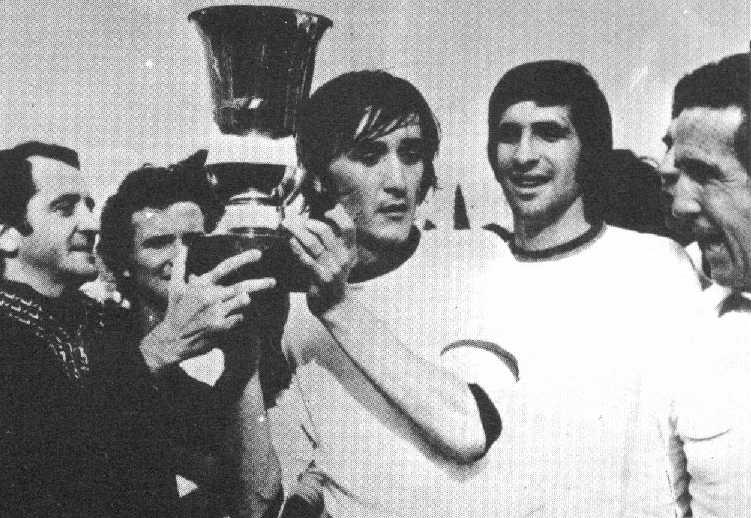
La Roma trionfatrice nell'edizione professionistica del 1972

La prima edizione è stata giocata nel 1970 e prevedeva il confronto tra sei squadre italiane (tutte di Serie A) e sei squadre inglesi (quattro di First Division, una di Second Division e lo Swindon Town di Third Division). La complessa formula del torneo prevedeva tre gruppi composti da squadre di entrambe le nazioni (ma non si affrontavano le squadre dello stesso Paese), mentre i risultati conseguiti erano inseriti in due classifiche distinte, una per le italiane e una per le inglesi. La migliore squadra italiana e la migliore squadra inglese si affrontavano in finale sul campo della squadra, tra le due, che aveva fatto più punti nella prima fase.
La seconda e la terza edizione vide il medesimo regolamento per la partecipazione e qualificazione delle squadre alla finale, anche se il lotto delle partecipanti diventava anno dopo anno di minore prestigio.
Nelle prime tre edizioni del torneo veniva assegnato un punto per ogni gol segnato e dalla terza edizione il regolamento prevedeva una regola del fuorigioco leggermente modificata per rendere le partite più spettacolari (riduzione della zona di fuorigioco agli ultimi 16 metri del campo).
Nella quarta edizione 1973 vi furono delle modifiche, le squadre per nazione divennero otto anziché sei e i gironi diventarono due (sempre con partite e classifiche distinte per nazionalità), qualificando alle semifinali la migliore squadra per nazione di ogni gruppo. In semifinale si affrontarono in gare di andata e ritorno le squadre della stessa nazionalità per qualificare alla finalissima una squadra per ognuno dei due Paesi, il Newcastle vinse in finale il trofeo, 2-1 a Firenze contro la Fiorentina.
Il torneo nel 1974 non si disputò per lasciare spazio ai Campionati del Mondo in Germania Ovest, mentre nel 1975 non si disputò per problemi organizzativi.
Nel 1976 per non sancire la fine del torneo si decise di riproporlo come confronto tra compagini semiprofessionistiche, sei squadre della Serie C italiana e sei delle leghe dilettantistiche inglesi (dalla quinta serie in giù). Dopo una prima fase giocata in Inghilterra e una seconda giocata in Italia, le migliori squadre per nazione si sfidarono nella finalissima (giocata in Italia). Questa edizione della Coppa fu la prima competizione internazionale a stabilire i tre punti per la vittoria.
Anche negli anni successivi rimase in vigore questo regolamento, ma dal 1979 le squadre per nazione si ridussero a quattro, con finalissima sempre giocata in Italia. Dal 1978 il torneo aggiunse, alla denominazione ufficiale, anche quello di alcuni sponsor: Alitalia prima e Talbot poi.

Il Lecco vincitore dell'edizione semiprofessionistica del 1977

Negli ultimi giorni del 1980 ci fu la prematura scomparsa di Gigi Peronace, quindi dal 1982 si decise di intitolare la nuova formula del Torneo alla sua memoria. Dal 1982 al 1986 il torneo si svolse ad eliminazione diretta fra quattro squadre con gare secche di semifinale (squadra italiana contro squadra inglese) e finali (1º/2º posto e 3º/4º posto), tutte giocate in Italia.
Ci si rese conto che il torneo aveva ormai perso gran parte del suo fascino, quindi si decise di interromperlo. Tra l'altro, erano anche gli anni dell'ostracismo inglese in Europa, dopo i fatti di Bruxelles del 1985.
Nella stagione 1992-1993 il torneo fu ripristinato, invitandovi a partecipare 8 squadre della Serie B italiana (le quattro retrocesse dalla Serie A e le migliori non promosse della B della stagione precedente) e altrettante dell'omologa categoria inglese (qualificate dopo una fase preliminare), allora denominata Division One. Il regolamento del Torneo fu identico a quello della quarta edizione della manifestazione tenutasi nel 1973, con l'unica differenza che la finalissima era prevista nel suggestivo scenario dello Stadio di Wembley a Londra.
Anche nelle stagioni successive il regolamento fu lo stesso, anche se scomparve la fase preliminare in Inghilterra e le classifiche dei gironi diventarono uniche e non più divise per nazione, anche se il meccanismo di qualificazione alle semifinali rimase il medesimo.
Nell'edizione 1995-96 del torneo approdarono in semifinale quattro squadre per nazione, e la vincente della finale italiana affrontò la vincente della finale inglese.
Le difficoltà di collocarlo nel calendario stagionale, il costante disinteresse del pubblico, dei mezzi d'informazione e degli stessi club, che vi schieravano squadre imbottite di riserve, portarono alla sua cancellazione al termine di questa edizione. Il trofeo finì in Italia, con la vittoria del Genoa.

## Albo d'oro

### Professionismo
Coppa Anglo-Italiana
- 1970   Swindon Town
- 1971   Blackpool
- 1972   Roma
- 1973   Newcastle Utd
- 1992-1993   Cremonese
- 1993-1994   Brescia
- 1994-1995   Notts County
- 1995-1996   Genoa

### Semiprofessionismo
Coppa Anglo-Italiana Semiprofessionisti
- 1976   Monza
- 1977   Lecco

Alitalia Challenge Cup
- 1978   Udinese
- 1979   Sutton Utd
- 1980   Triestina

Talbot Challenge Cup
- 1981   Modena

Memorial Gigi Peronace
- 1982   Modena
- 1983   Cosenza
- 1984   Francavilla
- 1985   Pontedera
- 1986   Piacenza

## Statistiche
Vittorie per nazione
Professionismo
| Squadra     | Vittorie |
| Italia      | 4        |
| Inghilterra | 4        |

Semiprofessionismo
| Squadra     | Vittorie |
| Italia      | 10       |
| Inghilterra | 1        |

Vittorie per Club
Professionismo
| Squadra       | Vittorie |
| Swindon Town  | 1        |
| Blackpool     | 1        |
| Roma          | 1        |
| Newcastle Utd | 1        |
| Cremonese     | 1        |
| Brescia       | 1        |
| Notts County  | 1        |
| Genoa         | 1        |

Semiprofessionismo
| Squadra    | Vittorie |
| Modena     | 2        |
| Monza      | 1        |
| Lecco      | 1        |
| Udinese    | 1        |
| Sutton Utd | 1        |
| Triestina  | 1        |
| Cosenza    | 1        |
| Pontedera  | 1        |
| Piacenza   | 1        |